# Богнер, Себастьян
Себастьян Богнер (нем. Sebastian Bogner; 17 января 1991, Пфорцхайм) — швейцарский (до 2013 года — немецкий) шахматист, гроссмейстер (2009). Тренер ФИДЕ (2015).
Чемпион Швейцарии 2018 года.
Выступления в составе сборной Германии:
- 6-й командный чемпионат Европы до 18 лет (2006) в г. Балатонлелле. Выиграл бронзовую медаль в команде.
- 2 олимпиады (2008 — за вторую сборную и 2010).
- 2 кубка Митропы (2006—2007). В 2007 году выиграл бронзовую медаль в команде.

Выступления в составе сборной Швейцарии:
- 42-я олимпиада (2016) в г. Баку[2].
- 35-й кубок Митропы (2016) в г. Праге. Играя на 1-й доске, выиграл золотую медаль в индивидуальном зачёте.
- 2 командных чемпионата Европы (2015—2017).

## Изменения рейтинга
| Графики недоступны из-за технических проблем. См. информацию на Фабрикаторе и на mediawiki.org. |